# Lastarriaea coriacea
Lastarriaea coriacea är en slideväxtart som först beskrevs av George Jones Goodman, och fick sitt nu gällande namn av Robert Francis Hoover. Lastarriaea coriacea ingår i släktet Lastarriaea och familjen slideväxter. Inga underarter finns listade i Catalogue of Life.